# バブーシュ (料理)

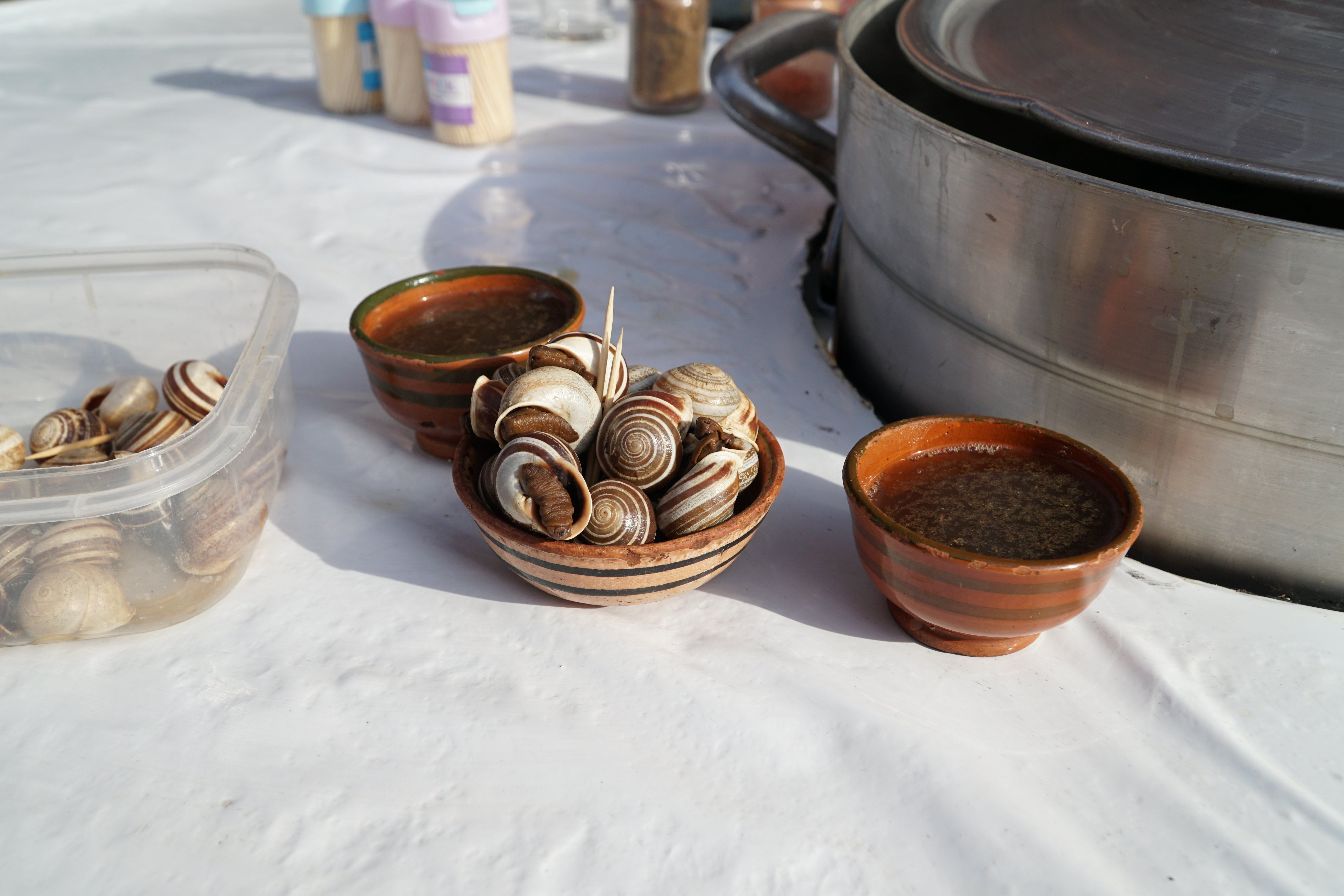
マラケシュにおけるバブーシュ

バブーシュ（Babbouche、アラビア語：الببوش）は、カタツムリを主たる材料とするモロッコ料理である。カタツムリは、タイムやアニスの種、アラビアガム、ミント、キャラウェイ、甘草などの材料を含むスープでじっくりと煮込まれる。 
バブーシュはスープとして作られ、提供されることもある。